# Чернецкий, Франциск
Франциск Чернецкий (1735—?) — один из участников польского заговора в Томске.

## Биография
Франциск Чернецкий родился в 1735 году в семье отставного полковника Григория Чернецкого, уроженца Венгрии. К 19 годам Чернецкий служил в гусарском полку. Во время путешествия будущего императора Павла I по Римской империи Чернецкий был принят на службу в придворные конюшни, и прибыл в Петербург вместе с царской свитой. За искусство в верховой езде он был назначен на должности коновала и берейтора. На этих должностях он служил в течение 8 лет, после чего был уволен.
Некоторое время после этого он жил в Польше, затем в Венгрии, где служил вахмистром. Там во время парада Чернецкий отрубил своему непосредственному начальнику майору Бонгазий правую руку, после чего вынужден был скрыться и уехать впоследствии в Германию. Там он поступил на прусскую службу гусаром, но вскоре вернулся в Польшу, где служил в конной бригаде и получил звание поручика. Выйдя в отставку, Чернецкий ещё несколько лет работал у гетмана Браницкого.
Затем Чернецкий служил в русском гусарском полку генерала Древица, имел звание подпоручика. В составе киевского кирасирского полка под командованием генерала Энгельгардта он участвовал в русско-турецкой войне, неоднократно был ранен. Служил берейтором в конюшнях князя Потёмкина. Когда последний умер, Чернецкий поселился в Старо-Константинове Подольской губернии, где женился на польке, которая родила от него двух сыновей. Там он прожил 13 лет. Был привлечён к уголовной ответственности за кражу и выслан в Сибирь. В 1814 году Чернецкий проживал в Томске.
Чернецкий принимал участие в Томском заговоре. Именно в его доме в пасхальные праздники собрались все основные участники заговора. Работник Чернецкого Игнатий Тишевский также был привлечён к участию в заговоре Мартыном Вонсовичем. Чернецкий пытался отговорить Тишевского от участия в заговоре, но тот его не послушал. После провала заговора Чернецкий был арестован и приговорён судом к ссылке в каторжные работы. Согласно высочайшему манифесту от телесных наказаний Чернецкий был освобождён. Жена и дети Чернецкого к ответственности привлечены не были, а были лишь взяты под полицейский надзор. Дальнейшая его судьба неизвестна.